# 板升
板升是半定居的漠南蒙古土默特部所居住的土木结构住房的统称，亦称板申、白兴等，房舍之意。板升一词的来源一说源于升板筑墙，一说为汉语「百姓」的转音。而蒙古语的房舍（汉语拼音字母：baixing）源于波斯语庭院、庑前一词“‎”。
中国明朝后期，大批汉族兵民迁徙到俺答汗统治下的丰州滩地区，亦带去了不同于蒙古包的定居房屋的建造方法。这种方法逐渐为蒙古族接受，得名板升。
隆庆五年（1571年），俺答汗同三娘子在丰州滩营造城池，明朝政府赐名归化城，因其中建筑多为板升，故蒙古人俗称其为“大板升”。
今天，呼和浩特附近的一些地名，如“麻花板”（一个乡）得名于此。